# لاتسک (لهستان)
لاتسک (به لاتین: Lack) یک روستا در لهستان است که در گمینا خاننا واقع شده‌است. لاتسک ۷۸۰ نفر جمعیت دارد.